# Diócesis de Popokabaka
La diócesis de Popokabaka (en latín: Dioecesis Popokabakaënsis y en francés: Diocèse de Popokabaka) es una circunscripción eclesiástica de la Iglesia católica en la República Democrática del Congo. Se trata de una diócesis latina, sufragánea de la arquidiócesis de Kinsasa. Desde el 29 de junio de 2020 su obispo es Bernard Marie Fansaka Biniama.

## Territorio y organización
La diócesis tiene 45 000 km² y extiende su jurisdicción sobre los fieles católicos de rito latino residentes en la mitad occidental de los territorios de Popokabaka y de Kasongo-Lunda de la provincia de Kwango
La sede de la diócesis se encuentra en la ciudad de Popokabaka, en donde se halla la Catedral de la Sagrada Familia.
En 2021 en la diócesis existían 20 parroquias.

## Historia
La diócesis fue erigida el 24 de junio de 1961 con la bula Quod Sacrum del papa Juan XXIII, obteniendo el territorio de la diócesis de Kisantu.

## Estadísticas
Según el Anuario Pontificio 2022 la diócesis tenía a fines de 2021 un total de 906 350 fieles bautizados.
| Año                                                                             | Población            | Población | Población      | Sacerdotes | Sacerdotes    | Sacerdotes    | Bautizados por sacerdote | Diáconos permanentes | Religiosos | Religiosos | Parroquias |
| Año                                                                             | Bautizados católicos | Total     | % de católicos | Total      | Clero secular | Clero regular | Bautizados por sacerdote | Diáconos permanentes | Varones    | Mujeres    | Parroquias |
| ------------------------------------------------------------------------------- | -------------------- | --------- | -------------- | ---------- | ------------- | ------------- | ------------------------ | -------------------- | ---------- | ---------- | ---------- |
| 1969                                                                            | 154 000              | 310 000   | 49.7           | 51         | 4             | 47            | 3019                     |                      | 73         | 102        | 15         |
| 1980                                                                            | 209 000              | 373 262   | 56.0           | 52         | 11            | 41            | 4019                     |                      | 55         | 108        | 19         |
| 1990                                                                            | 269 618              | 442 585   | 60.9           | 45         | 15            | 30            | 5991                     |                      | 41         | 83         | 17         |
| 1996                                                                            | 495 446              | 792 000   | 62.6           | 58         | 35            | 23            | 8542                     |                      | 36         | 82         | 16         |
| 2011                                                                            | 628 900              | 1 002 000 | 62.8           | 53         | 39            | 14            | 11 866                   |                      | 29         | 91         | 19         |
| 2016                                                                            | 643 664              | 1 333 567 | 48.3           | 59         | 45            | 14            | 10 909                   |                      | 30         | 81         | 19         |
| 2019                                                                            | 707 000              | 1 244 000 | 56.8           | 68         | 54            | 14            | 10 397                   |                      | 30         | 81         | 19         |
| 2021                                                                            | 906 350              | 1 571 740 | 57.7           | 55         | 49            | 6             | 16 479                   |                      | 13         | 107        | 20         |
| Fuente: Catholic-Hierarchy, que a su vez toma los datos del Anuario Pontificio. |                      |           |                |            |               |               |                          |                      |            |            |            |

## Episcopologio
- Pierre Bouckaert, S.I. † (24 de junio de 1961-1 de diciembre de 1979 renunció)
- André Mayamba Mabuti Kathongo † (1 de diciembre de 1979 por sucesión-24 de septiembre de 1993 renunció)
  - Sede vacante (1993-1996)
- Louis Nzala Kianza † (22 de abril de 1996-29 de junio de 2020 renunció)
- Bernard Marie Fansaka Biniama, desde el 29 de junio de 2020